# Dorothy Macardle
Dorothy Macardle (Dundalk, 2 febbraio 1889 – Drogheda, 23 dicembre 1958) è stata una scrittrice, drammaturga e storica irlandese.

## Biografia
Nata a Dundalk, capoluogo di contea del Louth nella Repubblica d'Irlanda in una ricca famiglia di birrai, ha avuto un'educazione cattolica. Ha studiato all'Alexandra College di Dublino e all'University College Dublin. Dopo la laurea ha insegnato inglese all'Alexandra College. 
È stata membro della Gaelic League, organizzazione culturale che promuove la lingua irlandese in tutto il mondo e della Cumann na mBan, organizzazione paramilitare femminile. Nel 1918, durante la guerra d'indipendenza irlandese venne arrestata dal RIC e licenziata dall'Alexandra College per le sue idee repubblicane e per la posizione contraria al trattato anglo-irlandese.
Nel 1921, quando il movimento repubblicano si divise per il trattato anglo-irlandese, Macardle si schierò con il politico Éamon de Valera e l'Irish Republican Army. Venne imprigionata dal nuovo governo dello Stato Libero d'Irlanda nelle Mountjoy Prison e Kilmainham Gaol.
Negli anni 30 lavorò come giornalista per la Società delle Nazioni, contrastando la politica ufficiale del governo irlandese, definendosi "propagandista, impenitente e senza vergogna".
Fino agli anni 50 svolse l'attività di drammaturga e di scrittrice, morì di cancro nel 1958 a Drogheda.

## Opere
- Tragedies of Kerry (1922)
- Earthbound: Nine Stories of Ireland (1924)
- The Irish Republic (1937)
- Uneasy Freehold (1941)
- The Unforeseen (1946)
- Without Fanfares: Some Reflections on the Republic of Ireland (1947)
- Children of Europe: a study of the children of liberated countries; their war-time experiences, their reactions, and their needs, with a note on Germany (1949)
- The Dark Enchantment (1953)